# Жуселино Кубичек
 Тази статия е за бразилския политик.  За диаманта вижте Жуселину Кубичек (диамант).  
Жуселино Кубичек де Оливейра (на португалски: Juscelino Kubitschek de Oliveira или Жуселину Кубичек джи Оливейра португ. произношение: [ʒuseˈlinu kubiˈtʃɛk dʒi oliˈvejrɐ]) е бразилски политик от Социалдемократическата партия, 21-и президент на Бразилия.

## Биография
Той е роден на 12 септември 1902 година в Диамантина, щата Минас Жерайс, в бедно семейство с чешко-ромски произход. Завършва медицина във Федералния университет на Минас Жерайс, след което работи като лекар. Политическата си кариера започва по време на Ерата на Варгас, първоначално като депутат, а от 1940 година като кмет на Белу Оризонти. След възстановяването на демокрацията отново е депутат, а през 1950 година става губернатор на Минас Жерайс. От 1956 до 1961 година е президент на Бразилия. Най-известната му инициатива на този пост е изграждането на новата столица Бразилия.
Жуселино Кубичек загива при автомобилна катастрофа на 22 август 1976 година в Резенди, щата Рио де Жанейро.